# Fifty Cent Piece
Fifty Cent Piece, född 6 april 2017, är en amerikansk varmblodig travhäst. Hon tränades inledningsvis av Marcus Melander i USA, och kördes då av Melanders bror Mattias. Sedan 2021 tränas och körs hon i Sverige av Robert Bergh.
Hon har till juli 2021 sprungit in 3,2 miljoner kronor på 22 starter, varav 8 segrar, 6 andraplatser och 2 tredjeplatser. Hon har tagit karriärens hittills största segrar i Drottning Silvias Pokal (2021) och Stosprintern (2021).